# 摩西·蒙蒂菲奥里
摩西·蒙蒂菲奥里爵士（英語：Sir Moses Haim Montefiore；1784年10月24日—1885年7月28日）是一位英国银行家、慈善家和伦敦治安官。他出生于意大利的英国犹太人家庭，曾捐赠大笔资金，以促进黎凡特的犹太社区的工业，商业，经济发展，教育和健康，包括在1860年创建的第一个犹太新定居点平安居所。
作为英国犹太人代表局领袖，他在1841-42年与英国驻大马士革领事查尔斯·亨利·丘吉尔的通信被视为原始犹太复国主义兴起的关键事件。

## 生平
摩西·蒙蒂菲奥里在1784年出生在托斯卡纳大公国里窝那的一个英国塞法迪犹太人家庭。他的祖父在17世纪40年代从里窝那移民到伦敦，但仍保持与该市的密切联系，当时以秸秆帽子著名。蒙蒂菲奥里出生时，他的父母，约瑟·以利亚·蒙蒂菲奥里和他年轻的妻子拉结（伦敦强大的金银经纪人亚伯拉罕·摩卡塔之女）正在该市进行商务旅行；他是他们的第一个孩子。
一家人回到伦敦的肯宁顿以后，蒙蒂菲奥里在那里上学，然后成为杂货店和茶商的学徒，后来进入伦敦城的一个会计室，最终成为了该市许可的十二个“犹太人经纪人”之一。他的兄弟亚伯拉罕与他合伙，他们的公司获得了很高的声誉。

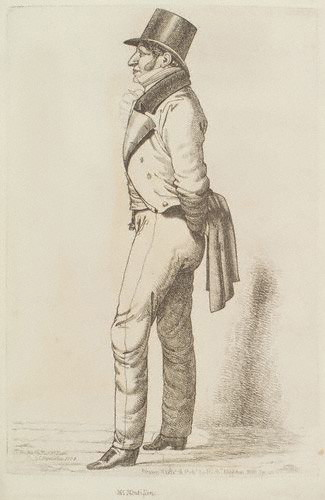

1812年，摩西·蒙蒂菲奥里与利维·巴伦·科恩的女儿朱迪斯·科恩（1784-1862）结婚。她的姐姐嫁给了纳坦·迈尔·罗斯柴尔德（1777-1836年）。纳坦·罗斯柴尔德领导在英国的家族银行业务，这对连襟成为商业伙伴。蒙蒂菲奥里于1824年退休，将时间和财富投入社区和公民服务。1836年，他成为藍袍學校基督公学校长，次年，身高6英尺3英寸（1.91米）的他当选伦敦治安官。同年被维多利亚女王封为骑士，1846年又获得男爵爵位，以表彰他代表犹太人民为人道主义事业提供的服务。
他在早年对于宗教规条不甚严谨，但是在1827年第一次访问圣地后，成为一个严守规条的犹太人。他是伦敦贝维斯马克斯犹太会堂的教徒。

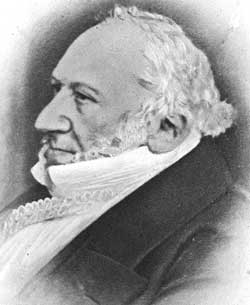

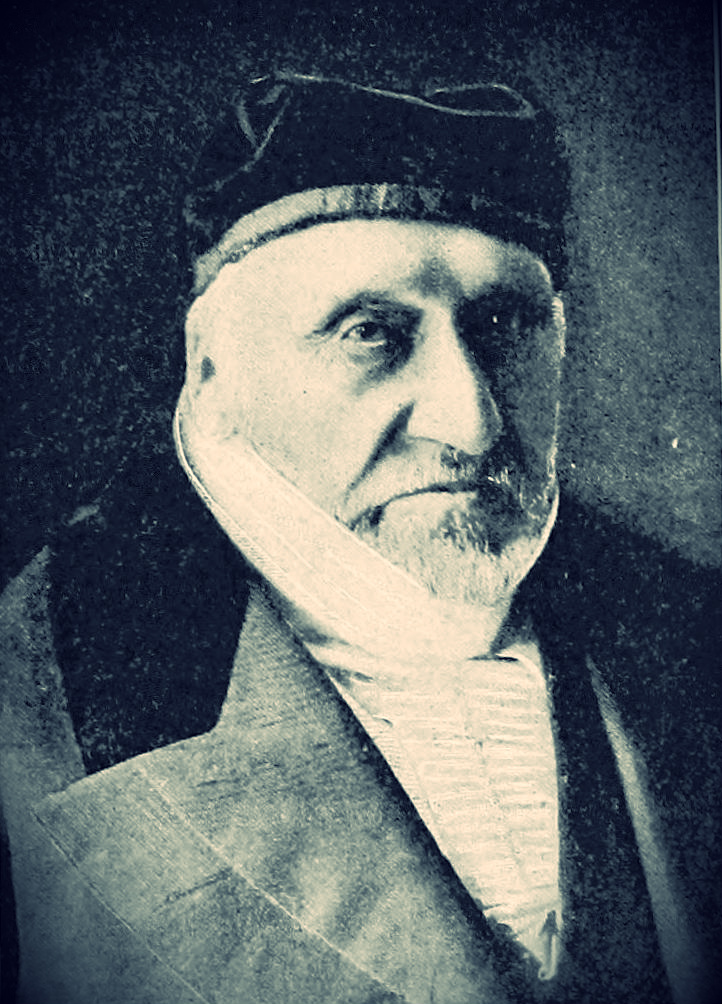

1831年，蒙蒂菲奥里在当时的时尚海边小镇拉姆斯盖特的东悬崖购买了一个拥有二十四英亩土地的乡村庄园。该庄园以前是卡罗琳太子妃的乡间别墅，当时属于惠灵顿公爵的哥哥韋爾斯利侯爵不久之后，蒙蒂菲奥里购买了毗邻的土地，并委托他的表兄弟，建筑师大卫·摩卡塔设计一个私人犹太会堂，是一座优雅的摄政建筑，模仿伯利恒城外的拉结墓，被称为蒙蒂菲奥里会堂，在1833年举行了盛大的开幕仪式。蒙蒂菲奥里夫妇均埋葬于此。
蒙蒂菲奥里在1885年去世，享年100岁。英国和世界各地的犹太人都庆祝蒙蒂菲奥里的100岁生日。他的生日，活动和死亡受到当时英国媒体的密切关注。他没有孩子，他的主要继承人是一个侄子，约瑟夫·塞巴·蒙蒂菲奥里。

## 慈善

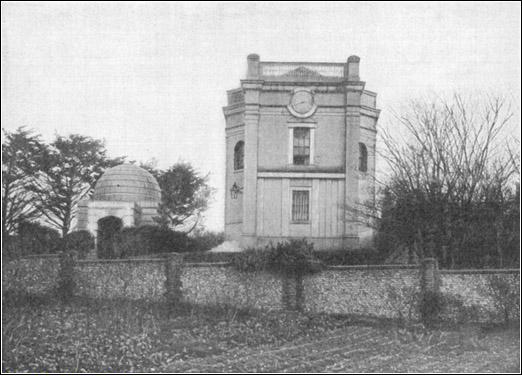

自1824年退休后，他将余生的时间致力于慈善事业，尤其是减轻海外犹太人的痛苦。他于1840年前往会见奥斯曼帝国的蘇丹，解救大马士革事件后被捕的10名叙利亚犹太人；他在1858年前往罗马，请求释放犹太青年Edgardo Mortara；他在1846年和1872年前往俄国；在1864年前往摩洛哥，1867年前往 罗马尼亚。这些使他成为东欧、北非和黎凡特被压迫的犹太人中成为近乎神话的民间英雄。
犹太慈善和圣地是蒙蒂菲奥里兴趣的中心。他曾在1827年，1838年，1849年，1855年，1857年，1866年和1875年七次访问巴勒斯坦。当时，这些旅程艰巨而危险，最后一次旅行时他已91岁。
他是1835年至1874年的英国犹太人代表委员会主席，任期达39年，是任期最长的一位。他在1841-42年与英国驻大马士革领事查尔斯·亨利·丘吉尔的通信被视为原始犹太复国主义兴起的关键事件。

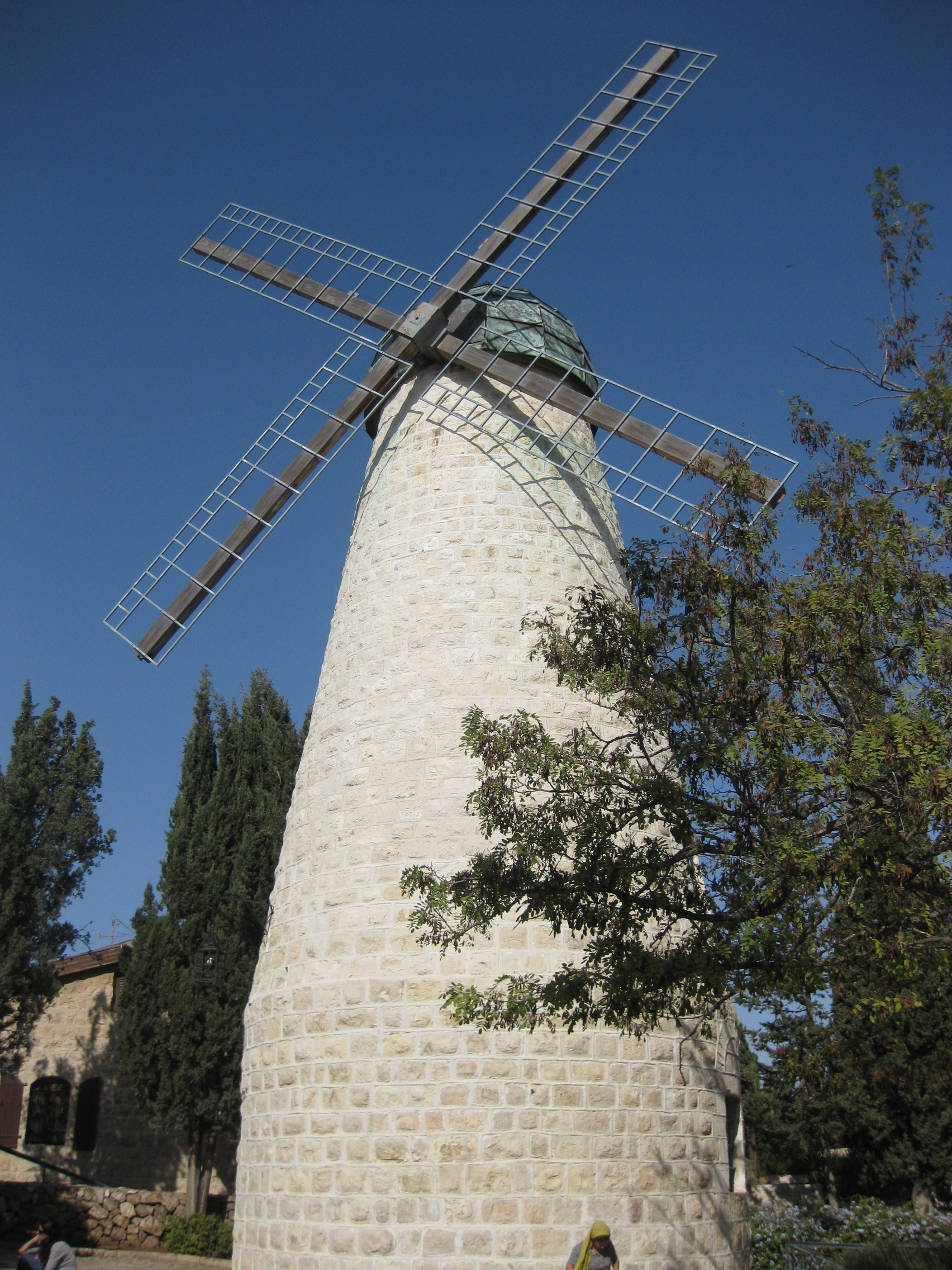
蒙蒂菲奥里风车

1854年，他的朋友，富有的美国犹太人Judah Touro去世，遗嘱将遗产用于资助巴勒斯坦的犹太住宅定居点。蒙蒂菲奥里被任命为遗嘱执行人，将这些资金用于各种帮助犹太人从事生产劳动的项目。1855年，他在雅法郊区购买了一个果园，为犹太人提供农业培训。
1860年，他建造了耶路撒冷旧城墙之外第一个犹太定居点，今天称为平安居所。当时城墙外面土匪横行，住在那里非常危险。蒙蒂菲奥里提供资金，鼓励贫困家庭搬到那里。后来，蒙蒂菲奥里又在附近的雅法路南边建立了阿黑·摩西塞法迪犹太人社区和Mazkeret Moshe阿什肯纳兹犹太人社区。
蒙蒂菲奥里捐赠了大笔资金，用于促进巴勒斯坦犹太社区的工业，教育和卫生。这些项目，具有十九世纪手工复兴的特点，旨在促进犹太社区的生产企业，使这些社区能够自立，作为建立一个犹太家园的一部分。

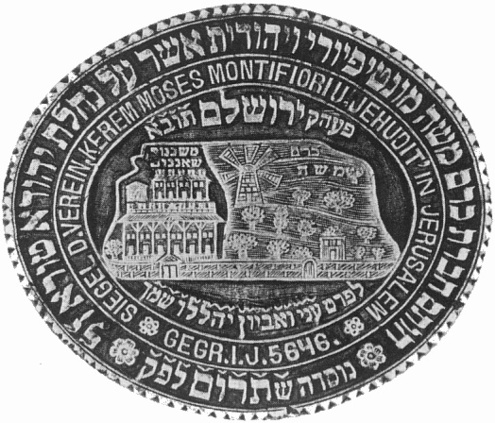

蒙蒂菲奥里在回想摩西社区的所在地修建了蒙蒂菲奥里风车，为贫困的犹太人提供便宜的面粉，还有一家印刷厂和纺织厂，还资助了几个农业定居点。他还试图获得可耕地供犹太人种植，但因奥斯曼帝国限制对非穆斯林出售土地而受阻。
关于19世纪巴勒斯坦犹太社区的主要信息来源，是蒙蒂菲奥里在1839年，1849年，1855年，1866年和1875年委托进行的几次人口普查。这些人口普查试图列出每一名犹太人，以及一些传记和社会信息（例如他们的家庭结构，原籍地和贫困程度）。

## 纪念
在美国纽约州布朗克斯的蒙蒂菲奥里医学中心东翼的二楼，有一尊蒙蒂菲奥里的半身铜像，其鼻子发亮，因许多人触摸它，希望借此获得好运。宾夕法尼亚州匹兹堡的匹兹堡大学医学中心、芝加哥的摩西·蒙蒂菲奥里学院也是以他命名。
许多犹太会堂都以蒙蒂菲奥里命名，分布在伊利诺伊州的布卢明顿、马里兰州巴尔的摩以及德克萨斯州的马歇尔等许多地方。
加拿大魁北克省蒙特利尔的蒙蒂菲奥里俱乐部是一个私人社交和商业协会，服务于当地的犹太社区。
在以色列，好几个城市都有街道以蒙蒂菲奥里命名。他还出现在1980年至1986年的一舍客勒钞票上。
